# Listă de situri arheologice sortată pe țări
Aceasta este o listă de situri arheologice sortată pe țări. Pentru a vedea o listă sortată pe continente și epoci consultați: Listă de situri arheologice sortată pe continente și epoci iar pentru a consulta o listă de situri românești sortate pe județe consultați: Listă de situri arheologice din România sortată pe județe

### Afganistan
- Buda din Bamiyan
- Haji Piyada moschee în Balkh

### Albania
- Butrint
- Sarandë

### Armenia
- Aramus
- Zvartnots

### Australia
- Lake Mungo
- Cuddie Springs

### Austria
- Venus din Willendorf

### Belgia
- Veldwezelt-Hezerwater

### Belize
- Altun Ha
- Caracol
- Lubaantun

### Bolivia
- Tiahuanaco
- Chiripa

### Botswana
- Tsodilo

### Cambogia
- Angkor

### Canada
- L'Anse aux Meadows
- Head-Smashed-In Buffalo Jump

### Cehia
- Mladec (Mladeč) - Homo 31.000 de ani
- Dolni Vestonice

### Chile
- Insula Paștelui: Hanga Roa, satul Orongo, etc.
- Monte Verde
- Fell Cave, Pali Aike și alte situri din Patagonia
- Pukare: Turi, Quitor, Camiña, Nama, etc.
- sate: Caserones, Tulor, etc.]]
- cimitire: Faldas del Morro, Camarones 14, Cuchipuy, Chacayes, El Mercurio, Bypass Temuco, etc.
- others

### China
- An Yang
- Banpo
- Bashidang
- Caoxieshan
- Chang'an
- Peking Man sit la Zhoukoudian, în apropiere de Beijing
- Terracotta Army, lângă Xian

### Cipru
- Castro
- Salamis

### Danemarca
- Lindholm Høje

### Egipt
- Abu Simbel
- Abydos
- Alexandria
- Amarna
- Colossi of Memnon
- Deir al-Madinah
- Deir el-Bahri
- Edfu
- Esna
- Giza
- Heliopolis
- Karnak
- Kom Ombo
- Luxor
- Oxyrhynchus
- Philae
- Ramesseum
- Tanis

### Estonia
- Rebala

### Franța
- Chauvet Cave
- Lascaux
- Glanum
- Glozel

### Georgia
- Armazi
- Dmanisi
- Nokalakevi
- Vani

### Germania
- Bilzingsleben
- Hirschlanden
- Königsaue
- Unteruhldingen
- Wasserburg

### Grecia
- Atena
- Corint
- Delfi
- Epidaur teatru
- Gournia
- Kechries
- Knossos
- Lindos
- Mycenae
- Mystras
- Naxos
- Nemea
- Olympia
- Perachora
- Phaistos
- Pylos
- Tiryns
- Vergina

### Guatemala
- Quirigua
- Tikal

### Honduras
- Copán

### Hong Kong
- Wong Tei Tung (Sam Chung)

### India
- Dholavira
- Arikamedu
- Acheulean
- Kulpahar

### Indonezia
- Borobudur
- Sangiran

### Iran
- Apadana
- Bukhara
- Choqa Zanbil
- Ecbatana
- Ganj Par
- Gorgan
- Jondi Shapur
- Kashafrud
- Naqsh-e Rustam
- Pasargadae
- Persepolis
- Soltaniyeh
- Susa
- Takht-i-Suleiman
- Tang-e Bolaghi
- Taq-e Bostan
- Zoroastrian kaabeh

### Irak
- Babilon
- Hatra
- Isin
- Nimrud
- Ninive
- Samarra
- Ur

### Israel
- Ariel
- Ashkelon
- Bethsaida
- Beth Shean
- Caesarea Palaestina
- Capernaum
- Gezer
- Gibeon
- Hippos
- Ierihon
- Ierusalim
- Lachish
- Megiddo
- Ramat Rahel
- Tel Dan

### Italia
- Agrigento
- Asti
- Brescia
- Caulonia
- Croton
- Erice
- Forum Romanum
- Forlì
- Giardini Naxos
- Herculaneum
- Isernia La Pineta
- Lazio
- Locri
- Morgantina
- Mozia
- Ostia Antica
- Piemonte
- Pompeii
- Roma
- Rhegion
- Segesta
- Selinunte
- Sibari
- Siracusa
- Taormina
- Tauriana di Palmi
- Turin
- Trapani
- Villa Romana del Casale

### Japonia
- Iwajuku

### Iordania
- Jerash
- Madaba mosaic map
- Petra
- ain gazal

### Kazakhstan
- Türkistan

### Liban
- Anjar
- Baalbek
- Byblos

### Malaezia
- Niah Caves
- Sungai Tingkayu
- Kota Tampan
- Lenggong
- Bujang Valley

### Mali
- Tombouctou

### Mexic
- Bonampak
- Cacaxtla
- Calakmul
- Chichen Itza
- Coba
- Ek' Balam
- Mitla
- Monte Albán
- Palenque
- El Tajín
- Teotihuacan
- Tlapacoya
- Tlatelolco
- Tulum
- Uxmal
- Xochicalco

### Micronezia
- Nan Madol

### Maroc
- Lixus
- Tamuda
- Volubilis

### Noua Zeelandă
- Te Wairoa

### Norvegia
- Borg în Lofoten
- Borre
- Gokstad
- Oseberg
- Tune

### Pakistan
- Harappa
- Mehrgarh
- Mohenjo-daro
- Taxila

### Palau
- Situl Aemiliik

### Palestina
- Et-Tell
- Ierihon

### Peru
- Caral
- Chan Chan
- Chavin de Huantar
- Machu Picchu
- Moche
- Nazca
- Huari
- Buena Vista, Peru

### Polonia
- Biskupin
- Giecz
- Krzemionki Opatowskie
- Odry
- Ostrów Lednicki

### Portugalia
- Conimbriga
- Fonte do Milho
- São João de Valinhas

### Macedonia
- Ohrid

### România
- Callatis
- Histria
- Sarmisegetusa
- Tropaeum Traiani
- Tomis

### Rusia
- Arkaim
- Ipatovo
- Kriove Ozero
- Ladoga
- Maykop
- Novgorod
- Pazyryk
- Sarkel
- Sintashta
- Tanais
- Tmutarakan

### Spania
- Altamira
- Talaiot

### Suedia
- Adelsö
- Birka
- Gamla Uppsala
- Helgö
- Sigtuna
- Uppåkra
- Valsgärde
- Vendel

### Elveția
- La Tène

### Siria
- Bosra
- Ebla
- Palmyra
- Tell Abu Hureyra
- Ugarit
- Mari
- Qatna

### Tailanda
- Ban Chiang
- Ban Non Wat

### Tunisia
- Carthage

### Turcia
- Aphrodisias
- Çatalhöyük
- Ephesus
- Göbekli Tepe
- Hasankeyf
- Hattusa
- Smyrna
- Kerkenes
- Knidos
- Nevali Cori
- Pergamon
- Antiohia Pisidiei
- Sardis
- Troia
- Zeugma

### Turkmenistan
- Merv

### Marea Britanie
- Avebury
- Bignor
- Caerleon
- Castell Henllys
- Chew Stoke
- Chysauster
- Dan Y Coed
- Danebury
- Duggleby Howe
- Eildon Hill North
- Fishbourne
- Flag Fen
- Gough's Cave
- Grimes Graves
- Hadrian's wall
- Hen Domen
- Ironbridge
- Jorvik
- Kirkstall Abbey
- Little Woodbury
- Lullingstone
- Maeshowe
- Mine Howe
- Mother Grundy's Parlour
- Nempnett Thrubwell
- Normanton Down
- Paviland Cave
- Pixie's Hole
- Quanterness
- Ring of Brogar
- Seahenge
- Silbury Hill
- Silchester Roman Town
- Skara Brae
- Stanton Drew
- Star Carr
- Stonehenge
- Sutton Hoo
- Trelech
- Trimontium
- Ulva Cave
- Verulamium
- Vindolanda
- Windmill Hill
- Woodhenge
- Wroxeter
- Yeavering
- York

### Statele Unite
- Cahokia
- Calico Early Man Site
- Casa Grande
- Castle Hill în Sitka, Alaska
- Gungywamp în Groton, Connecticut
- Topper Site în Allendale, South Carolina
- La Brea Tar Pits
- Meadowcroft Rock Shelter
- Mesa Verde
- Serpent Mound
- Snaketown
- Williamsburg
- Whydah Gally
- Lubbock Lake Landmark
- Tibes Indigenous Ceremonial Center, în Ponce, Puerto Rico

### Uzbekistan
- Samarkand

### Zimbabwe
- Great Zimbabwe